# Mycosphaerella manihotis
Mycosphaerella manihotis är en svampart som beskrevs av Syd. & P. Syd. 1901. Mycosphaerella manihotis ingår i släktet Mycosphaerella och familjen Mycosphaerellaceae.   Inga underarter finns listade i Catalogue of Life.